# (47) Aglaja
(47) Aglaja – planetoida z pasa głównego planetoid okrążająca Słońce w ciągu 4 lat i 329 dni w średniej odległości 2,88 j.a. Została odkryta 15 września 1857 roku w obserwatorium w Düsseldorfie przez Roberta Luthra. Nazwa planetoidy pochodzi od Aglai, jednej z Charyt w mitologii greckiej.